# Спокан (народ)

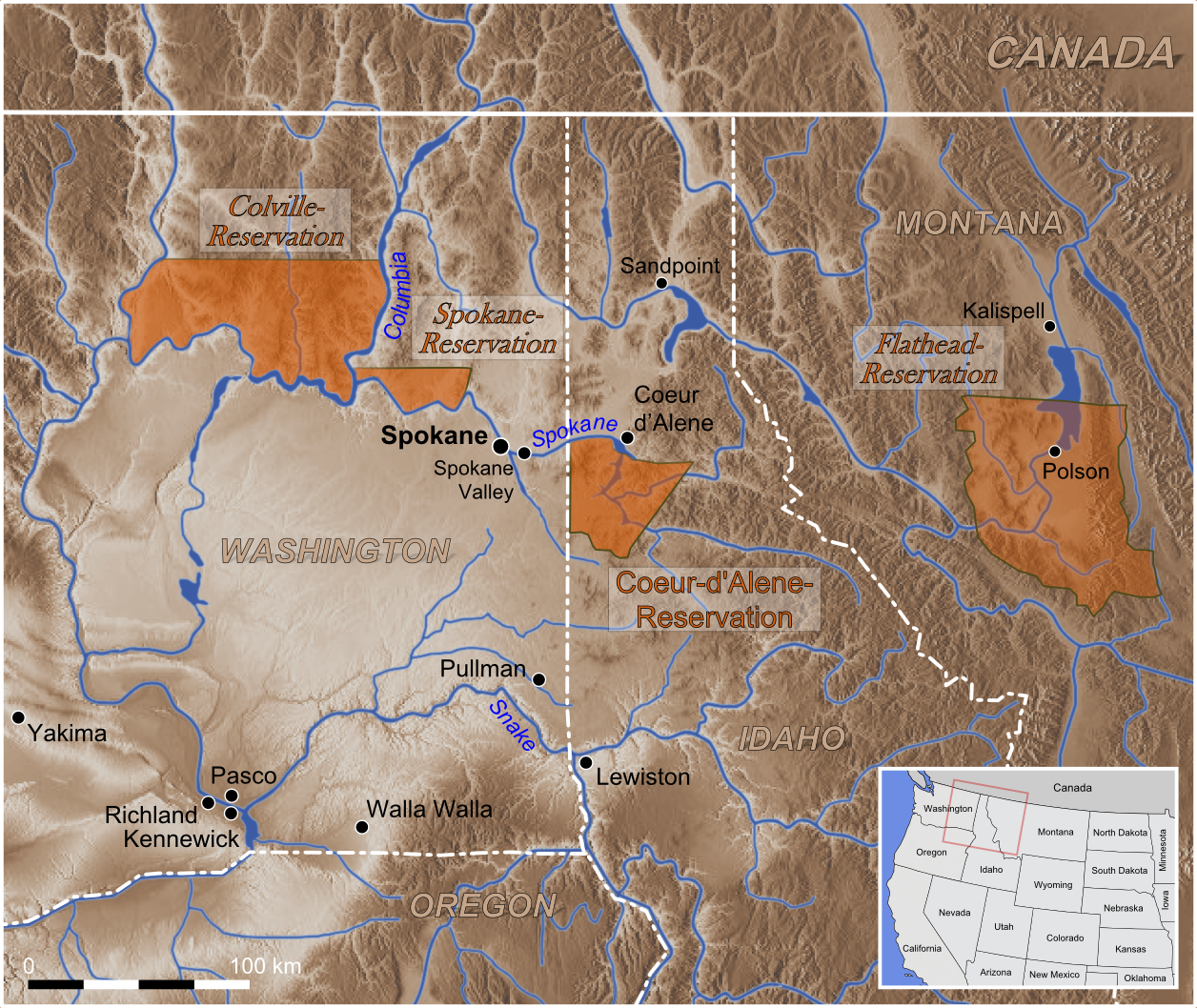
Карта, на которой отмечены резервации народов спокан и колвилл

Спокан — индейский народ, традиционно проживавший в северо-восточной части современного штата Вашингтон, США. Индейская резервация Спокан располагается в восточном Вашингтоне, почти полностью на территории округа Стивенс за исключением небольшой части в округе Линкольн.
По имени племени был назван город Спокан в штате Вашингтон. По данным Льюиса и Кларка, в середине XIX века представители племени проживали вблизи реки Спокан, их численность составляла около 600 человек. По данным переписи 2000 года население резервации составляет 2004 человека, которые проживают на территории площадью 615,168 км².
Язык спокан принадлежит к салишской языковой семье.